# Петър Арабаджийски
Петър Арабаджийски е католически духовник, съавтор на една от първите български печатни книги за католиците в Южна България, написана на павликянско наречие и отпечатана на латиница, енорийски свещеник, просветител и лечител.

## Биография
Петър Арабаджийски e роден на 23 февруари 1820 година в село Калъчлии, тогава в Османската империя, днес квартал Генерал Николаево на град Раковски. Изпратен да следва в Рим, завършва духовните науки в Конгрегацията за разпространение на вярата. Съaвтор е на книгата „Наука християнска за християните от Филибелийската държава“, написана на павликянско наречие и отпечатана на латиница в Рим. Получава свещенически сан през 1846 година и се завръща в България.
Служи 4 години в енорията „Непорочно Зачатие на Дева Мария“ във Варна и 11 години (1850-1861 г.) в енорията „Свети Петър и Павел“ в село Даваджово. Помага на миряните си със съвети как да се лекуват.
През 1861 година е назначен да обслужва новосъединените католици от източен обред в Цариград и е предложен за техен архиерей, но той не пожелава да смени обреда си и на 6 април 1864 година се завръща в Пловдивско. Назначен e за помощник–енорист в село Балтаджии, където работи с Яко Яковски. Там служи 11 години.
Почива на 6 юли 1874 година в град Пловдив, където е на лечение. Тленните му останки са пренесени в село Балтаджии и погребани в църквата. След изграждане на новия храм те са пренесени и препогребани в гробищния парк.